# Щепанув (Каменногурський повіт)
Щепанув (пол. Szczepanów, нім. Tschöpsdorf) — село в Польщі, у гміні Любавка Каменногурського повіту Нижньосілезького воєводства.
Населення — 71 особа (2011).
У 1975-1998 роках село належало до Єленьоґурського воєводства.

## Демографія
Демографічна структура станом на 31 березня 2011 року:
|          | Загалом | Допрацездатний вік | Працездатний вік | Постпрацездатний вік |
| -------- | ------- | ------------------ | ---------------- | -------------------- |
| Чоловіки | 34      | 8                  | 24               | 2                    |
| Жінки    | 37      | 9                  | 21               | 7                    |
| Разом    | 71      | 17                 | 45               | 9                    |